# Historia de Martinica
La historia de Martinica se remonta al establecimiento en la isla de indígenas arawak y Caribe. Fue visitada por Cristóbal Colón durante su cuarto viaje a América (1502). Sin embargo, a principios de 1635, los colonizadores franceses se asentaron en la isla. La Compañía de las Islas de América se instaló allí, luego fue ocupada por Gran Bretaña, y en 1674 el gobierno francés compró la isla.

## Período del año 100 al 1450
La isla estaba inicialmente habitada por pobladores de las tribus arawak y caribe. Hacia el año 130, se cree que los primeros arawaks llegaron a la isla desde Sudamérica. En el año 295, una erupción del monte Pelée diezmó la población de la isla. Alrededor del año 400, los arawaks regresaron y repoblaron la isla. Hacia el año 600, llegaron los caribe. Estos exterminaron a los arawaks y se asentaron en la isla donde vivieron durante los siglos posteriores.

## Período del año 1450 al 1599
Si bien Cristóbal Colón avistó la isla en el año 1493, haciendo que la región quedase incluida dentro del área de influencia europea, no fue sino hasta el 15 de junio de 1502, durante su cuarto viaje, cuando desembarca en ella, dejando varios cerdos y cabras en la isla. Sin embargo, los españoles ignoraron la isla ya que otras partes del Nuevo Mundo eran más atractivas a sus ojos.

## SigloXVII
En 1635, el Cardenal Richelieu crea la Compagnie des Îles de l'Amérique (Compañía de las Islas de América), sucesora de la Compagnie de Saint-Christophe). La compañía contrata a l’Olive y Duplessis para ocupar y gobernar en su nombre las islas del Caribe que pertenecían a la corona francesa. Por consiguiente, el 1 de septiembre de 1635, Pierre Bélain d'Esnambuc desembarca en Martinica con unos cien colonos franceses provenientes de San Cristóbal. Encuentran alguna resistencia que doblegan sin mayores dificultades, ya que su armamento era muy superior al de los indígenas y además tenían armaduras. Se asentaron en la zona noroeste que posteriormente pasa a ser llamada St. Pierre y se encuentra en la desembocadura del río Roxelane, lugar donde construyeron el Fort Saint Pierre. 
Al año siguiente, d'Esnambuc enfermó y le cedió el comando del asentamiento a su sobrino, Jacques Dyel du Parquet. Para ese entonces la colonia contaba con una población de 700 hombres. Los colonos despejaron el terreno en los alrededores de Saint Pierre para poder practicar la agricultura. Plantaron mandioca y papas para alimentarse y urucú, índigo, tabaco, y luego cacao y algodón, para la exportación. Mercaderes franceses y extranjeros visitaban la isla con frecuencia para comprar estos productos exóticos, con lo que Martinica se transformó en una pequeña colonia próspera. En 1638 los colonizadores fundaron otro fuerte, Fort Saint Louis. Este fuerte, al igual que Fort Saint Pierre, no era más que una empalizada de madera. En 1640, se mejoró el fuerte agregando una zanja, paredes elevadas de roca y 26 cañones. 
Durante el siguiente cuarto de siglo los franceses tomaron el control de toda la isla. Eliminaron de forma sistemática a los caribes, que se resistieron con tesón frente a la expansión francesa, con lo que los sobrevivientes fueron forzados a regresar a la península Caravelle en el Cabesterre (la zona de sotavento de la isla). 

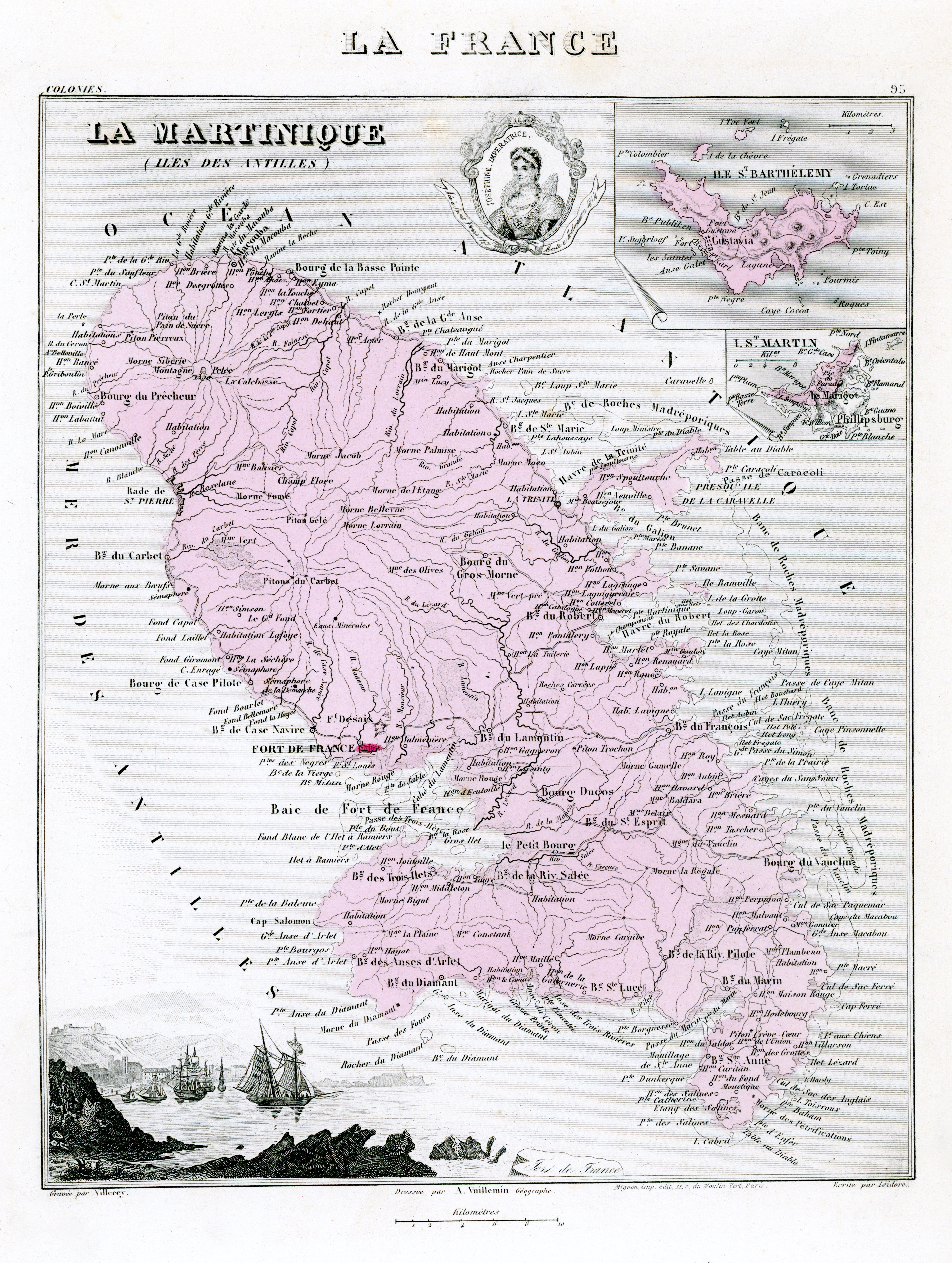
Mapa de La Martinica - 1880.

Si bien requería gran cantidad de mano de obra, el azúcar era un producto redituable para comerciar, por lo que pronto los cultivos en Martinica se centraron casi exclusivamente en el cultivo de la caña de azúcar y el comercio del azúcar. En 1636, el rey Luis XIII promulgó "La Traite des Noirs", que autorizaba la captura forzada de africanos en sus tierras natales y su transporte para trabajar como esclavos en las plantaciones de caña francesas. A partir de entonces, la creolización o interacción entre los colonos franceses, llamados békés, y los esclavos ha sido un tema importante de la cultura de Martinica. Durante más de doscientos años, la esclavitud y las revueltas de los esclavos ejercerán una gran influencia en la economía y la política de la isla. 
Los colonos franceses eran campesinos atraídos por una propaganda que les prometía fortuna y una vida bajo el sol. Los "voluntarios" estaban bajo un régimen de servidumbre por el que debían trabajar para su señor durante tres años, tras lo cual se les había prometido que se les otorgaría un trozo de tierra. Sin embargo, el trabajo extenuante y el clima tórrido hacían que muy pocos trabajadores sobrevivieran los tres años, por lo que era necesario contar con un flujo permanente de inmigrantes para mantener la producción. Aun así, bajo la dirección de du Parquet, la economía de Martinica se desarrolló de la mano de las exportaciones hacia Francia y las vecinas colonias holandesas y británicas. En 1645, se creó el consejo de Soberanía, el cual tenía una serie de poderes, entre ellos el otorgar títulos nobiliarios a familias de las islas. En 1648, la "Compañía de las Islas de América" comenzó a dar por terminada sus actividades en la isla y en 1650 du Parquet compró la isla. 
En 1650 el padre Jacques du Tetre construyó un alambique para convertir el residuo de los molinos de caña de azúcar en melazas, que se convirtieron en un producto de gran éxito para la exportación.
En 1654, du Parquet les permitió asentarse en Martinica a 250 judíos holandeses que huían de Brasil como consecuencia de la conquista portuguesa. Allí se dedicaron al comercio de la caña de azúcar, que era, con diferencia, el producto más requerido en Europa y pronto se convirtió en el principal bien exportable de Martinica.
Luego del fallecimiento de du Parquet, su viuda gobernó en representación de sus hijos hasta 1658, cuando Luis XIV retomó la soberanía sobre la isla, pagándoles a los hijos de du Parquet una indemnización de 120 000 libras. Por ese entonces, Martinica tenía una población de unos 5000 colonos y unos pocos indios caribes. Los caribes fueron prácticamente exterminados o se exiliaron en 1660. 
En 1658, los padres dominicos construyeron una propiedad en Fonds Saint-Jacques. Desde 1693 hasta 1705, aquí vivió el Padre Labat, el sacerdote dominicano francés que mejoró la destilería. Labat era también explorador, arquitecto, ingeniero e historiador, y luchó como soldado contra los británicos.
En 1664, Luis le transfirió la isla a la recién creada Compagnie des Indes Occidentales. Al año siguiente, durante la Segunda Guerra Anglo-Holandesa, una flota holandesa al mando del Almirante Michel de Ruyter se refugió en Martinica para hacer reparaciones, luego de que la flota tuviera un encuentro con naves británicas en las proximidades de Barbados. Dos años después, un huracán arrasó Martinica y Guadalupe, matando a 2 000 personas. Este fue el primero de varios desastres naturales que asolarían a la población de Martinica a lo largo de los siguientes siglos.
En 1666 y 1667 Martinica fue atacada sin éxito por los británicos. El Tratado de Breda dio por terminada la Segunda Guerra Anglo-Holandesa y las hostilidades. 
En 1672, Luis XIV ordenó que se construyera una ciudadela, llamada Fort Saint Louis, en la bahía de Fort Royal, para defender Martinica. Al año siguiente la Compagnie des Indes Occidentales decidió fundar un pueblo en Fort Royal, a pesar de que el sitio era un pantano y un foco de malaria. La Compagnie des Indes Occidentales quebró en 1674, y la colonia pasó a ser administrada directamente por la corona francesa. La administración de Martinica era responsabilidad de un Consejo. El rey designaba dos miembros: el teniente-general y el administrador. Ellos elegían a los otros miembros del Consejo (el gobernador, el Attorney General y el juez civil). Esta organización duró hasta 1685.
Durante la tercera guerra anglo-neerlandesa, de Ruyter regresó a Martinica en 1674, esta vez con la intención de capturar Fort Royal. La falta de vientos y la resistencia de los franceses, armados con cañones, evitó que pudiera entrar al puerto con su flota compuesta de 30 barcos de guerra, nueve barcos con suministros y quince transportes de tropa. Los franceses repelieron su intento de poner pie a tierra con sus 3 400 tropas, lo que le costó a él 143 hombres, siendo 15 las bajas francesas.
En 1675 el primer Gobernador General de las Indias Occidentales, Jean-Charles de Baas-Castelmore, llegó a Martinica donde estuvo a cargo de su gobierno hasta 1677. Su sucesor fue Charles de La Roche-Courbon, conde de Blénac, cuyo primer mandato se extendió desde 1677 hasta 1683. Trazó un plano para establecer la ciudad de Fort Royal y para mejorar las fortificaciones de Fort Saint Louis. De Blénac fue responsable de la construcción de un muro de 487 m de largo que tardó diez años en ser construido y que rodeaba la península en la que se encontraba el fuerte, medía 4 m de alto y 2 m de espesor, y una gran zanja lo separaba del pueblo. De Blénac fue gobernador general durante otros dos períodos desde junio de 1684 a febrero de 1691, y nuevamente desde el 24 de noviembre de 1691 hasta su muerte en 1696. 
El crecimiento del pueblo se realizó a costa del progresivo drenaje y limpieza del pantano-manglar. Para 1681, Fort-Royal era la capital administrativa, militar y política de Martinica. Sin embargo, en aquel momento Saint Pierre, a causa de su mejor puerto, seguía siendo la capital comercial. 
En Francia, Jean-Baptiste Colbert colaboró en la elaboración de la primera versión del Code Noir (Código Negro), promulgado por Louis XIV en marzo de 1685. Éste consistía en un conjunto de textos legales, en cuyos 60 artículos se regulaba la esclavitud en las colonias. El código prohibía algunas acciones crueles, pero institucionalizaba otras, incluyendo la esclavitud en sí misma, y describía a los esclavos como bienes muebles.
Colbert también ordenó la expulsión de los judíos de todas las islas francesas. Estos judíos se trasladaron a la isla holandesa de Curaçao, donde prosperaron. En 1692, Charles de La Roche-Courbon, conde de Blénac, gobernador y teniente feneral de las colonias francesas de América, designó a Fort Royal como capital de Martinica.
En 1693 los británicos atacaron nuevamente Martinica, aunque sin éxito.

## 1700-1788
En 1723 (o 1725, según las fuentes), Gabriel Mathieu de Clieu, un oficial de la marina francesa, robó un retoño de una planta de café de los Jardines Botánicos Reales en París y lo llevó a Martinica. Lo plantó en las laderas del monte Pelée y realizó su primera cosecha hacia 1726. Para 1736, en Martinica había unos 60 000 esclavos. En 1750, Saint Pierre contaba con 15 000 habitantes, mientras que Fort Royal tenía unos 4000 habitantes. 
Los británicos capturaron la isla durante la guerra de los Siete Años, reteniéndola en su poder durante 1762 y 1763. Sin embargo, el comercio del azúcar hizo que la isla se tornara tan valiosa para el gobierno francés que en el Tratado de París, con el que se terminó la guerra de los Siete Años, estuvieron dispuestos a ceder todas sus colonias en Canadá a cambio de recuperar Martinica y la isla vecina de Guadalupe. Durante el período de ocupación británica, Marie Josèph Rose Tascher de la Pagerie, la futura esposa de Napoleón, más conocida como Josefina de Beauharnais, nació en el seno de una familia noble que vivía en Les Trois-Îlets, en la bahía de Fort Royal. Durante 1762 se desató una epidemia de fiebre amarilla y en 1763 los franceses decidieron que los gobiernos de Martinica y Guadalupe fueran independientes. 
El 2 de agosto de 1766 nació Saint-Pierre de Louis Delgrès, un negro mestizo libre que prestaría servicio en el ejército francés y pelearía contra los británicos en 1794, convirtiéndose en el líder de la resistencia fallida en Guadalupe contra el General Richepance, a quien Napoléon había enviado para restaurar la esclavitud en la colonia. En 1767 un huracán mató unas 1 300 personas, y muy probablemente arruinó a Monsieur de la Pagerie, el padre de la futura emperatriz Josefina. Para estas fechas Martinica contaba con 450 molinos de cañas, y las melazas eran una de sus principales exportaciones. Cuatro años después, un terremoto sacudió la isla. En 1774, un decreto terminó con el sistema de servidumbre sobre los blancos, y las plantaciones de café abarcaban unas 18 a 19 millones de plantas.
En 1779, Marie Josèph Rose Tascher de la Pagerie, con dieciséis años de edad, viajó a Francia para contraer matrimonio con el vizconde Alexandre de Beauharnais. En 1782, el almirante de Grasse salió desde Martinica para encontrarse con la flota española y atacar Jamaica. Pelearon en la batalla de los Santos, en la que los franceses sufrieron una abrumadora derrota a manos de la Royal Navy.